# 클라우디아 파스코알
클라우디아 하파엘라 테이셰이라 파스코알(Cláudia Rafaela Teixeira Pascoal, 1994년 10월 12일 ~ )은 포르투갈의 가수이다. 유로비전 송 콘테스트 2018의 포르투갈 대표 참가자이며, 참가곡은 "O jardim"이다. 《팝 아이돌》의 포르투갈 버전인 《아이돌로스》(Ídolos)와 《더 엑스 팩터》 포르투갈 시즌 1에 참가한 이력이 있다.